# Selago mucronata
Selago mucronata är en flenörtsväxtart som beskrevs av O.M. Hilliard. Selago mucronata ingår i släktet Selago och familjen flenörtsväxter. Inga underarter finns listade i Catalogue of Life.